# Nina Holmén
Siv Nina Anette Holmén, född Wärn 29 september 1951 i Esse, är en finländsk före detta friidrottare som tävlade i medel- och långdistanslöpning. 
Vid EM i friidrott 1974 tog Nina Holmén EM-guld på 3 000 meter med tiden 8.55,10. Hon var nia på 1 500 meter vid Olympiska sommarspelen 1976. I terränglöpning tog Holmén VM-silver 1974. 
Holmén tävlade för Helsingfors IFK. Hon är mor till Janne Holmén, även han sedermera europamästare i löpning.